# Eckins Nunatak
Eckins Nunatak är en nunatak i Antarktis. Den ligger i Västantarktis. Nya Zeeland gör anspråk på området. Toppen på Eckins Nunatak är 1 395 meter över havet.
Terrängen runt Eckins Nunatak är platt norrut, men söderut är den kuperad. Terrängen runt Eckins Nunatak sluttar norrut. Trakten är obefolkad. Det finns inga samhällen i närheten.